# Théorème de Hölder
Ne doit pas être confondu avec Théorème de Jordan-Hölder.
En mathématiques, le théorème de Hölder nous dit que la fonction gamma ne satisfait à aucune équation différentielle algébrique (en) dont les coefficients sont des fonctions rationnelles. La fonction gamma est donc une fonction hypertranscendante.
Le résultat a été démontré tout d'abord en 1887 par Otto Hölder ; plusieurs autres preuves ont été trouvées par la suite.
Le théorème se généralise à la fonction q-gamma.